# Cephalorhynchus
A Cephalorhynchus az emlősök (Mammalia) osztályának párosujjú patások (Artiodactyla) rendjébe, ezen belül a delfinfélék (Delphinidae) családjába tartozó nem.

## Rendszerezés
A nembe az alábbi 4 élő faj tartozik:
- Commerson-delfin (Cephalorhynchus commersonii) Lacépède, 1804
- chilei delfin (Cephalorhynchus eutropia) J. E. Gray, 1846
- Benguela-delfin (Cephalorhynchus heavisidii) J. E. Gray, 1828
- Hector-delfin (Cephalorhynchus hectori) van Beneden, 1881

## Tudnivalók
A Cephalorhynchus-fajok megjelenése nagyon hasonló: kis méretűek és tompa orrúak, ezeken kívül mindegyikük igen játékos kedvű. Az állatoknak csak az előfordulási helye különböző; azonban mindegyiküknek az elterjedése a Föld déli féltekére korlátozódik.
2006-ban, May-Collado és Agnarsson törzsfejlődéses vizsgálatot végeztek a delfinek között, és szerintük a Lagenorhynchus nembe tartozó szalagos delfin (Lagenorhynchus cruciger) és Peale-delfin (Lagenorhynchus australis) a filogenetikus rendszertan szerint a Cephalorhynchus nembe kéne tartozzon. Ezt, legalábbis a Peale-delfin esetében alátámasztja a hangok kiadása és a testalkat. 1971-ben Schevill és Watkins „lehallgatták” a delfinek „beszédeit” és rájöttek, hogy a Peale-delfin és a Cephalorhynchus-fajok az egyetlen delfinek, amelyek nem fütyülnek. A szalagos delfint eddig senki sem „hallgatta le”. A Peale-delfinnek, mint a Cephalorhynchus-fajoknak a hónalja fehér.

### Fordítás
- Ez a szócikk részben vagy egészben  a   Cephalorhynchus című angol Wikipédia-szócikk ezen változatának fordításán alapul.  Az eredeti cikk szerkesztőit annak laptörténete sorolja fel. Ez a jelzés csupán a megfogalmazás eredetét és a szerzői jogokat jelzi, nem szolgál a cikkben szereplő információk forrásmegjelöléseként.